# Роксбері (Вермонт)
Роксбері (англ. Roxbury) — місто (англ. town) в США, в окрузі Вашингтон штату Вермонт. Населення — 678 осіб (2020).

## Демографія
Згідно з переписом 2010 року, у місті мешкала 691 особа в 300 домогосподарствах у складі 205 родин. Було 441 помешкання
Расовий склад населення:
| - 97,5 % — білих - 0,3 % — чорних або афроамериканців - 0,1 % — корінних американців - 0,1 % — азіатів |

До двох чи більше рас належало 1,7 %. Частка іспаномовних становила 0,9 % від усіх жителів.
За віковим діапазоном населення розподілялося таким чином: 19,2 % — особи молодші 18 років, 68,9 % — особи у віці 18—64 років, 11,9 % — особи у віці 65 років та старші. Медіана віку мешканця становила 44,9 року. На 100 осіб жіночої статі у місті припадало 112,0 чоловіків;  на 100 жінок у віці від 18 років та старших — 113,8 чоловіків також старших 18 років.
Середній дохід на одне домашнє господарство  становив 65 713 долари США (медіана — 56 667), а середній дохід на одну сім'ю — 73 794 долари (медіана — 62 500). Медіана доходів становила 41 250 доларів для чоловіків та 38 125 доларів для жінок. За межею бідності перебувало 10,7 % осіб, у тому числі 9,3 % дітей у віці до 18 років та 8,2 % осіб у віці 65 років та старших.
Цивільне працевлаштоване населення становило 364 особи. Основні галузі зайнятості: освіта, охорона здоров'я та соціальна допомога — 18,7 %, виробництво — 11,8 %, публічна адміністрація — 11,5 %.